# Larinia bossae
Larinia bossae là một loài nhện trong họ Araneidae.
Loài này thuộc chi Larinia. Larinia bossae được Yuri M. Marusik miêu tả năm 1987.